# Aburaage
L’aburaage (油揚げ?, abura-age o aburage), è un prodotto alimentare a base di soia tipico della cucina giapponese.
Lo si ottiene tagliando il tofu in fette sottili che vengono poi fritte, prima a 110−120 °C e poi nuovamente a 180−200 °C. L’abura-age viene anche utilizzato per avvolgere gli inarizushi o aggiunto alla zuppa di miso. Lo si può anche trovare nei piatti di udon, che vengono chiamati kitsune-udon poiché secondo alcune credenze popolari le volpi (in giapponese kitsune) sono ghiotte di tofu fritto.
Prima di essere fritto una seconda volta, l'abura-age può anche essere farcito, ad esempio con del nattō. Esiste anche una variante tagliata in fette più spesse e nota come atsu-age (厚揚げ?) o nama-age (生揚げ?).
Sappiamo che i giapponesi furono i primi ad introdurre il tofu ripieno, anche se si conosce poco delle sue origini. Il libro di ricette Tōfu Hyakuchin, risalente al 1782, comprendeva la ricetta del tofu fritto, ma non è chiaro se questo fosse ripieno. Sicuramente il tofu ripieno esiste dal 1853, quando furono creati gli inarizushi (piccole polpette di riso rivestite di tofu fritto). Grazie alla loro lunga durata di conservazione, poco peso e complessità di produzione, questi involtini di tofu erano particolarmente adatti alla produzione e distribuzione su larga scala. Nel 1974 le grandi industrie utilizzavano 2 tonnellate di soia al giorno per produrre 116.600 pezzi di tofu ripieno. Nel 1980 le moderne fabbriche producevano dai 300.000 ai 450.000 pezzi al giorno utilizzando friggitrici a nastro continuo. Attualmente in Giappone circa un terzo della soia utilizzata per il tofu viene impiegata nella produzione di tofu fritto, e di tale quantità circa l'85% viene usato per produrre tofu ripieno.
Nella mitologia giapponese l'abura-age è il cibo preferito di Kitsune e Inari.